# Agencia Popular Informativa
Agencia Popular Informativa (API) fue una publicación y agencia de información clandestina antifranquista editada en Barcelona (España) entre 1972 y 1976, durante el periodo del tardofranquismo y el primer año de la Transición.

## Publicación
Fue fundada por los periodistas Lluís Bassets, Enric Bastardes, Lluís María Bonet, Andreu Claret, Alfons Labrador y Jordi Socías. Más adelante se unieron al equipo otros periodistas como Jorge González Aznar, Antoni Reig, Amparo Tuñón, Joan Subirats, Gabriel Jaraba, Antoni Batista o Ferran Sales. El equipo no tenía una sede fija y se reunían en las casas de los colaboradores.
Se publicaron setenta números con una periodicidad quincenal y diez páginas, se imprimían en multicopista, y la mayor parte del trabajo se realizaba de forma voluntaria. El primer número fue publicado el 3 de mayo de 1972 y el último el 10 de mayo de 1976. En dos ocasiones se detuvo la publicación, una de ellas entre mayo y octubre de 1975 debido a problemas de seguridad. Los textos se publicaban en castellano excepto en su última etapa, cuando se empezaron a traducir algunos textos de la mano de Roser Argemí.
La tirada era de unos 1000 ejemplares, de los cuales unos 300 o 400 eran enviados por correspondencia y el resto se enviaba a distintas organizaciones por suscripción.
El Archivo Histórico de la Ciudad de Barcelona cuenta con una colección de 71 ejemplares digitalizados de la publicación en la colección de prensa clandestina y de exilio antifranquista.

## Temática
A pesar de la Ley de Prensa de 1966, también conocida como Ley Fraga, muchos temas como los movimientos obreros y las luchas vecinales seguían siendo censurados en los medios de comunicación aceptados por la dictadura de Franco.
La Agencia Popular Informativa fue una publicación de izquierdas realizada por profesionales del periodismo, y se centraba en temas políticos como manifiestos o información sobre partidos políticos proscritos, de lucha obrera, movimientos universitarios y sobre los casos de represión contra la prensa barcelonesa, como el despido de Martín Ferrand del Diario de Barcelona o de las diversas huelgas de periodistas de aquellos años. En casi todos los números publicados se incluyó una sección titulada "Movimiento popular - Lucha de barrios" que trataba sobre sucesos relacionados con las luchas vecinales y de los barrios, que en general estaban censurados en la prensa permitida por el régimen franquista. Fue uno de los pocos medios que publicaron este tipo de movimientos de barrio en Barcelona durante el último año del mandato de Porcioles, y los posteriores mandatos de Enric Masó y Joaquim Viola.
También publicaron 14 dossieres de unas 30 páginas cada uno sobre temas específicos como el asesinato de Manuel Fernández Márquez durante una huelga de la térmica del Besós, una huelga de hambre de la prisión de Soria, el golpe de Estado en Chile de 1973 o entrevistas a Josep Tarradellas (presidente de la Generalidad de Cataluña en el exilio), Fernando Valera (presidente del Gobierno republicano en el exilio) y Jesús María de Leizaola (lendakari del Gobierno de Euzkadi en el exilio). Cuando tenían acceso difundían documentos no autorizados.